# Piribebuy
Piribebuy è una città del Paraguay, situata nel Dipartimento di Cordillera, a 74 km dalla capitale del paese, Asunción. Forma uno dei 20 distretti in cui è diviso il dipartimento.

## Popolazione
Al censimento del 2002 la città contava una popolazione urbana di 9.617 abitanti (19.594 nel distretto).

## Storia
Anticamente conosciuta con il nome di Capilla Guasú, Piribebuy non può vantare una data sicura di fondazione, a causa del fatto che i suoi documenti ufficiali furono distrutti dopo la battaglia del 12 agosto 1869. Sorta come luogo di posta per far riposare i cavalli, il frate francescano Gaspar de Medina vi fece costruire nel 1744 un tempio dedicato al Cristo dei Miracoli (Ñandejara Guasu in lingua guaraní).
Durante la Guerra della triplice alleanza la città fu nominata capitale l'8 dicembre del 1868; il 12 agosto dell'anno seguente 1.600 uomini male armati, per la maggioranza ragazzini, resistettero 5 ore agli assalti di 20.000 alleati brasiliani, argentini e uruguaiani decisi a conquistare la località, prima di essere sopraffatti. Alla fine della battaglia, nella quale fu bruciato l'ospedale con tutti i suoi feriti, vennero decapitati numerosi prigionieri, compreso il comandante delle forze paraguaiane Pedro Caballero.

## Economia
Nell'economia della città hanno un ruolo importante il turismo, con le bellezze naturali del circondario e i luoghi di interesse storico, e l'artigianato; per quanto riguarda quest'ultimo il prodotto più famoso di Piribebuy è il Poncho Para´í o Poncho de 60 listas (“Poncho con 60 strisce”), la cui fabbricazione si tramanda di generazione in generazione.